# Dirty Harry
Dirty Harry (bra: Perseguidor Implacável; prt: A Fúria da Razão) é um filme norte-americano de 1971 dirigido por Don Siegel, e estrelado por Clint Eastwood, no papel do inspetor de polícia Harry Callahan.

## Enredo
Após o assassinato de uma jovem em São Francisco, uma carta é mandada para o prefeito pelo criminoso, dizendo que matará uma pessoa por dia até receber 100 mil dólares. Harry Callahan (Clint Eastwood), um inspetor de polícia que não usa métodos tradicionais, é o encarregado do caso. Enquanto Scorpion (Andrew Robinson) continua matando, Callahan e sua equipe tentam capturá-lo. Ele acaba sendo preso, mas é solto por falta de provas, assim Harry decide quebrar totalmente as regras para acabar com este assassino, decidindo usar métodos pouco ortodoxos.

## Elenco
- Clint Eastwood ...  Insp. Harry Callahan
- Harry Guardino ...  Tenente Al Bressler
- Reni Santoni ...  Insp. Chico Gonzalez
- John Vernon ...  Prefeito
- Andrew Robinson ...  Assassino Scorpio (como Andy Robinson)
- John Larch ...  Chefe
- John Mitchum ...  Insp. Frank DiGiorgio
- Mae Mercer ...  Sra. Russell
- Lyn Edgington ...  Norma
- Ruth Kobart ...  Motorista do ônibus
- Woodrow Parfrey ...  Sr. Jaffe
- Josef Sommer ...  William T. Rothko
- William Paterson ...  Juiz Bannerman
- James Nolan ...  Dono do Armazém
- Maurice Argent ...  Sid Kleinman (como Maurice S. Argent)

## Sequências
- Magnum Force (1973)
- The Enforcer (1976)
- Sudden Impact (1983)
- The Dead Pool (1988)